# Aproida monteithi
Aproida monteithi là một loài bọ cánh cứng trong họ Chrysomelidae. Loài này được Samuelson miêu tả khoa học năm 1989.